# 瑪莉·瑞德

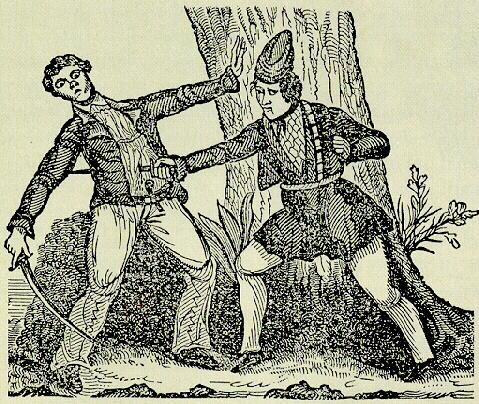
一幅描繪她以長劍殺害對手的木刻版畫，出版於1842年。

瑪麗·里德（英語：Mary Read，1685年—1721年4月28日），又名馬克·里德（Mark Read），是一位出身英格蘭的海盜。她和安妮·邦妮是 18 世紀著名的兩位女性海盜，也是為數不多的在“海盜黃金時代”被判犯有海盜罪的女性之一。
里德於 1685 年出生於英格蘭。她在很小的時候就開始打扮成男孩，起初是在她母親的催促下，為了獲得遺產金，然後在十幾歲的時候為了加入英國軍隊。 1715 年左右，她結婚並在丈夫去世後移居西印度群島。 1720 年，她遇到了約翰·拉克姆並加入了他的團隊，與安妮·邦尼一起打扮成男人。 1720 年 11 月，她、邦尼和拉克姆被捕，她作為海盜的日子雖然成功但很短暫。雖然拉克姆被迅速處決，但里德和邦尼都聲稱自己懷孕了，因此被判緩刑。 里德於 1721 年 4 月死於發燒，可能是由於妊娠併發症。

## 生平

### 早期生活
瑪麗·里德於 1685 年出生於英格蘭王國。她的母親嫁給了一名水手並育有一子。丈夫在海上失踪後，瑪麗的母親因婚外情而懷孕；她試圖透過與鄉下的朋友一起生活來掩蓋懷孕。此後不久，她的兒子死了，她生下了瑪麗。在經濟困難的情況下，她的母親決定將瑪麗偽裝成她死去的兒子，以從她已故丈夫的母親那裡獲得金錢支持。祖母顯然被愚弄了，母女倆靠著遺產生活到瑪麗的青春期。瑪麗打扮成男孩，找到了一份腳童（英語：footboy）的工作，然後在船上工作。
她後來加入了英國軍隊，英國軍隊與荷蘭軍隊結盟對抗法國（這可能發生在九年戰爭或西班牙王位繼承戰爭期間）。瑪麗偽裝成男性，透過戰鬥證明了自己，但愛上了一名佛拉蒙士兵。當他們結婚時，她利用他們的軍事佣金和的來自友好同袍的禮物，在荷蘭布雷達城堡附近收購了一家名為“De drie hoefijzers”（“三匹馬蹄鐵”）的客棧。
在她丈夫早逝後，她在荷蘭恢復了男裝並入伍。因為沒有戰事而缺乏晉升機會，她辭職並登上了開往西印度群島的船。

### 成為海盜
她的船被海盜劫持，她心甘情願地加入了海盜。約1718年至1719年間，她向以大不列顛國王喬治一世為首的當局投降並被寬恕，然後接受了私掠船的委託，但在兵變中加入其他船員。 1720 年，她加入了海盜約翰·拉克姆和他的同伴安妮·邦妮，他們都相信她是一個男人。 1720 年 8 月 22 日，三人從拿騷的港口偷走了一艘名為威廉（英語原名：William）的武裝單桅帆船。學者們不確定像雷德和邦尼這樣的女性海盜是如何在男性主導的環境中隱藏自己的性別的。然而，一些學者認為，女性海盜穿馬褲（或作膝褲，英語：Breeches）可能是一種隱藏身份的方法，或者只是作為一種實用的服裝，鞏固了她們在船上與其他海員一起工作的位置。
當邦尼告訴瑞德她是一個女人是因為她被她吸引時，瑞德透露她也是一個女人。 為了減輕她的情人拉克姆的嫉妒—拉克姆懷疑兩人之間存在浪漫關係，邦尼告訴他里德是一個女人。對邦尼和里德之間關係的猜測導致了描繪兩人一起戰鬥的圖像。
海盜的受害者多蘿西·托馬斯 (Dorothy Thomas) 留下了對雷德和邦尼的描述：他們“穿著男式夾克和長褲，頭上繫著手帕......每個人手裡都拿著砍刀和手槍， 他們詛咒並發誓要謀殺她[多蘿西·托馬斯]。” 托馬斯還記錄說，她從她們的胸部大小辨別出其性別。

### 遭俘虜和監禁
1720 年 11 月 15 日，海盜獵人船長喬納森·巴尼特 (Jonathan Barnet) 在牙買加殖民地西海岸外的內格里爾角 (Negril Point) 與另一群英國船員舉辦了一場朗姆酒派對，令約翰·拉克姆的船員大吃一驚。在一陣火力使海盜船癱瘓後，拉克姆的船員和他們的“訪客”逃到貨艙，只留下婦女和其他人與巴尼特的登船隊戰鬥（也可能是拉克姆和他的船員喝醉了無法戰鬥）。據稱，當這些人不願上來與他們戰鬥時，瑪麗·里德憤怒地向貨艙開槍，打死了一個人，打傷了其他人。 巴尼特的船員們最終戰勝了這些女性。 拉克姆投降，要求赦免。
拉克姆和他的船員在現在的牙買加西班牙鎮被捕並受審，在那裡他們因海盜行為被判處絞刑，雷德和邦尼也是如此。 然而，這些婦女聲稱自己懷孕，並因而依法被延後處刑。
里德在獄中死於高燒。 她於 1721 年 4 月 28 日的葬禮在牙買加聖凱瑟琳教堂（英語：St. Catherine's church）的記錄中。沒有她的嬰兒被埋葬的記錄，這表明她可能在懷孕期間死亡。

## 流行文化
瑪麗·里德在手機遊戲《Fate/Grand Order》之中與安妮·伯妮一同以「Rider」和「Archer」的職階登場，為雙人一組搭擋參戰的Servant當中待在場上的刀手，寶具是「比翼連理」。
2013年遊戲《刺客教條IV：黑旗》中，與主角愛德華·肯威和其他海盜聚集在拿索。遊戲前期女扮男裝並使用假名詹姆士·奇德。後揭露真實性別及姓名並帶領主角接觸刺客組織。遊戲最後於刺客組織進入皇家港監獄拯救主角及安妮.伯妮、瑪莉里德等人時因重病不治，去世前產有一子並被獄卒抱走不知所終。
在《大航海時代VI》中，安妮.伯妮與瑪莉.里德是海事技能彼此互補的傳奇級航海士。
漫畫魔女大戰 32名異能魔女交戰廝殺（河本焰、塩塚誠）中作為魔女登場

## 外部連結
- General History of the Pyrates （页面存档备份，存于）
- Mary Read article at woa.tv （页面存档备份，存于）
- 在Find a Grave上的瑪莉·瑞德